# Kult Montgomeryho Burnse
Kult Montgomeryho Burnse (v anglickém originále American History X-cellent) je 17. díl 21. řady (celkem 458.) amerického animovaného seriálu Simpsonovi. Scénář napsal Michael Price a díl režíroval Bob Anderson. V USA měl premiéru dne 11. dubna 2010 na stanici Fox Broadcasting Company a v Česku byl poprvé vysílán 23. prosince 2010 na stanici Prima Cool.

## Děj
Pan Burns pro sebe uspořádá komplikovanou oslavu 4. července a donutí své zaměstnance, aby ho obsluhovali a bez nároku na mzdu předvedli muzikálové číslo ve stylu Broadwaye. Když jsou Homer, Lenny a Carl frustrovaní, vloupají se do Burnsova vinného sklepa a opijí se. Burns to zjistí a zavolá policii, ta si však brzy všimne, že v Burnsově sídle jsou ukradená umělecká díla včetně Vermeerova Koncertu. Burns je zatčen a prováděn ulicemi Springfieldu v kleci, kde se mu cestou do vězení posmívají obyvatelé města. Zanechává neochotného Waylona Smitherse v čele elektrárny. 
Ve vězení je Burns umístěn do cely s dalším zločincem s bílými límečky, ale pak požaduje, aby byl přemístěn, když zjistí, že jeho spoluvězeň získal vzdělání na Dartmouth College a University of Virginia. Burns se brzy ocitne ve společnosti drsně vyhlížejícího zločince, znovuzrozeného křesťana, jenž Burnse přesvědčí, aby si našel náboženství. Muž se stal znovuzrozeným křesťanem, když mu jeden z vězňů dal knihu Helter Skelter s námětem Charlese Mansona na obálce; jelikož byl muž negramotný, chybně identifikoval obrázek jako Krista. Z Burnse pak „vysál“ zlo, představované zeleným slizem. Vězení, které Burns nejprve vnímal jako díru do pekla, se nyní stává dírou do nebe: přidává se k vězeňskému sboru a ke skupině vzdávající hold The Beatles s názvem The Stabfour a ve vězeňské prádelně si při praní Leváka Boba mnohokrát přečte Bibli svatou. 
Mezitím Smithers převezme vedení jaderné elektrárny a snaží se zaměstnancům elektrárny ukázat, že není jako Burns, tím, že je milý a vstřícný. Když se však připojí k Homerovi, Lennymu a Carlovi na pivo U Vočka, zaslechne, jak si z něj tito tři utahují. Smithers si uvědomí, proč Burns pohrdá lidmi, a jeho chování se rychle zvrhne v chování tyrana, až do té míry, že místo Burnsových psů vypustí rosomáky. 
Homer, Lenny a Carl se rozhodnou dostat Burnse z vězení tak, že se převléknou za vězeňské dozorce, vplíží se do ústavu a Burnse z cely odvedou. Burns však nechce odejít, protože věří, že našel svůj duchovní domov. Když se jim spoluvězeň pokusí v útěku zabránit, Burns si uvědomí, že mu chybí moc a že křest v záchodové nádrži ho neočistil od veškerého vnitřního zla, a prohlásí, že zapomněl vysát část zla mezi prsty, které se pak rychle rozmnožilo a udělalo z něj „většího parchanta než kdy dřív“. Burns se však také upřímně diví, proč mu jeho spoluvězeň pomohl. Říká se mu, že poté, co během let zabil tolik bohatých bělochů, usoudil, že alespoň jednomu z nich udělá dobře. Oba muži se rozhodnou, že nejsou tak rozdílní, a rozejdou se. Burns za své peníze opouští vězeňský systém a opět stojí v čele jaderné elektrárny, i když doufá, že jeho přítel získá dalšího učedníka. Burnsův bývalý spoluvězeň si najde nového učedníka v Tlustém Tonym. 
Mezitím jsou Bart a Líza nuceni hrát si jeden s druhým, když jde Marge nakupovat. Když se ti dva pohádají o Lízinu mravenčí farmu, ta se rozbije a Spasitel sní všechny mravence kromě jednoho. Tento zážitek Lízu a Barta sblíží a mravence pojmenují Annie. Starají se o něj jako o dítě, ale uvědomují si, že je blízko smrti. Rozhodnou se jej vypustit, aby mohl dožít své poslední dny ve volné přírodě, ale jakmile jej pustí, sežere Annie Spasitel.

## Kulturní odkazy
Zápletka pana Burnse vychází z románu Stephena Kinga Zelená míle, přičemž vězeň je založen na postavě Johna Coffeyho. Epizoda také paroduje prvky z filmu Vykoupení z věznice Shawshank od téhož autora, včetně věznice a ředitele věznice. Dalším odkazem na Vykoupení z věznice Shawshank je to, že zločinec strhne ze zdi plakát Rity Hayworthové a odhalí kříž. Anglický název dílu vychází z filmu American History X. Obraz v kanceláři pana Burnse je založen na obraze Saturn požírající svého syna od Francisca Goyi. Burnsův nástup do vězení doprovází skladba „Prison Bound Blues“ v podání Johna Lee Hookera. 

## Přijetí
V původním americkém vysílání se na díl dívalo 5,649 milionu diváků a v demografické skupině 18–49 dosáhl ratingu 2,7 a podílu 8, čímž se vyrovnal dílu z předchozího týdne. Epizoda se umístila na 20. místě v týdenním Nielsen ratingu v kategorii 18–49.
Epizoda získala pozitivní recenze. 
Server TVFanatic.com udělil dílu známku 3,5/5 se slovy: „Celkově byla hlavní dějová linie skvělá. Bohužel Bart a Líza dostali slabý vedlejší příběh, kde vlastně jedinými vtipnými momenty bylo, když Líza říkala Bartovi, že musí udržovat otevřené komunikační linky kvůli transplantaci orgánů, a když Bart olizoval Lízu, aby si vysloužil její odpuštění.“.
Jason Hughes z TV Squad ohodnotil epizodu kladně: „Dostatečně příjemná epizoda Simpsonových, kterou vylepšila přítomnost Montgomeryho Burnse. Dokonce i Smithers se zlepšil a tento týden přinesl vtipné momenty.“.
Emily VanDerWerffová z The A.V. Clubu dala dílu hodnocení B: „Pana Burnse mám jako postavu dostatečně ráda a způsob, jakým o něm seriál vypráví, se mi líbí natolik, že dávám epizodě mírně pochvalnou známku.“. Dodala, že příběh Lízy a Barta byl „prostě hloupý“.
Objevilo se však i několik smíšených hodnocení. Robert Canning z IGN dal epizodě známku 6,9/10 s tím, že je „ucházející“, a „ačkoli potenciál tu byl, díl nedokázal přinést rádoby klasickou epizodu pana Burnse. Jeho pobyt ve vězení byl příliš všední. Zlý pan Burns je vždy zábavnější než dobrosrdečný pan Burns a nové a originální nápady jsou vždy lepší než otřepané odkazy na Shawshank. Možná se v příští sezóně dočkáme epizody o panu Burnsovi ze staré školy.“ Čtenáři však epizodě udělili hodnocení 8,5/10.